# Johanne, tout simplement
Pour plus de détails, voir Fiche technique et Distribution.
Johanne, tout simplement est un film documentaire québécois réalisé par Nadine Valcin, sorti en 2024. 
Le film retrace la vie de l'artiste Johanne Harrelle. 

## Synopsis
Johanne Harrelle est une artiste, comédienne et l'une des premières mannequins noires en Amérique du Nord.

## Fiche technique
- Titre : Johanne, tout simplement
- Titre anglais ou international : Simply Johanne
- Réalisation : Nadine Valcin[2]
- Scénarisation : Nadine Valcin
- Production exécutive : Yves Bisaillon, Nadine Valcin
- Production : Josiane Blanc, Ania Jamila
- Direction photo : Philippe Lavalette
- Prise de son : Olivier Léger
- Direction artistique : Alex Guèvremont
- Montage : Katharine Asals
- Conception sonore : Luc Raymond
- Mixage sonore : Chris Leon
- Colorisation : Tony Manolikakis
- Musique originale : Jacques Kuba Séguin
- Interprétation : Abla Osman, Isoloy Katshingu, Danielle Ouimet
- Narration : Nadine Jean, Schelby Jean-Baptiste, Garihanna Jean-Louis
- Avec la participation de : Pauline Bernatchez, Alain Cadieux, Hamani Harrell, Louise Harrelle, Marc Harrelle, Pierre Jutras, Jacques de Montjoye, Edgar Morin, Alanis Obomsawin, Frantz Voltaire
- Distribution : Les Films du 3 Mars[3]
- Pays d'origine : Canada (Québec)
- Langue originale : Français
- Genre : documentaire
- Durée : 75 minutes
- Date de sortie :
  - Canada : 13 septembre 2024 (Festival de la ville de Québec)
  - Québec : 25 octobre 2024

## Récompenses et distinctions

### Nominations
- Festival de la ville de Québec : Sélection officielle [4]